# 大奧里利卡
49°17′53″N 36°3′32″E / 49.29806°N 36.05889°E
上奧里利卡（烏克蘭語：Верхня Орілька）是位於烏克蘭東部的村莊，由哈爾科夫州洛佐瓦區的比利亞伊夫卡市鎮負責管轄。該村始建於1821年，面積3.12平方公里，海拔高度124米，2001年人口720，人口密度每平方公里231.1人。